# Tamás Trunk
Tamás Trunk (* 30. Juli 2003 in Budapest) ist ein ungarischer Skirennläufer. Er startet hauptsächlich im Slalom sowie vereinzelt im Riesenslalom.

## Karriere
Trunk gab sein internationales Renndebüt am 12. August 2019 bei den neuseeländischen Meisterschaften am Coronet Peak. Sein erstes internationales Großereignis bestritt er im Januar 2020 bei den Olympischen Jugend-Winterspielen in Lausanne. Dort erreichte er als bestes Ergebnis den 28. Rang im Slalom.
2021 startete Trunk erstmals bei einer Alpinen Skiweltmeisterschaft. Bei den Wettkämpfen in Cortina d’Ampezzo erreichte er Platz 39 im Slalom.
Am 11. Februar 2023 erreichte Trunk seine erste Top-10-Platzierung bei einer kontinentalen Rennserie. Beim Slalom im Alpensia Ski Resort im Rahmen des Far East Cup erreichte er Platz 9.
Bei seinen zweiten Weltmeisterschaften, nur wenige Monate später in Courchevel bzw. Méribel konnte sich Trunk im Gegensatz zu den vorigen Wettkämpfen nicht steigern, so schied er im Slalom aus.
2024 wurde er erstmals ungarischer Meister im Slalom.

## Erfolge

### Weltmeisterschaften
- Cortina d’Ampezzo 2021: 39. Slalom, 56. Riesenslalom
- Courchevel/Méribel 2023: DNF Slalom
- Saalbach 2025: 37. Slalom

### Juniorenweltmeisterschaften
- Haute-Savoie 2024: DNF Slalom

### Far East Cup
- Eine Platzierung unter den besten 10

### Olympische Jugend-Winterspiele
- Lausanne 2020: 28. Slalom, 38. Riesenslalom, 54. Super-G, DNF Alpine Kombination

### Europäisches Olympisches Winter-Jugendfestival
- Vuokatti 2021: 10. Slalom

### Weitere Erfolge
- 4 Siege bei FIS-Rennen
- Ungarischer Meister im Slalom (2024)